# Viola duclouxii
Viola duclouxii är en violväxtart som beskrevs av Wilhelm Becker. Viola duclouxii ingår i släktet violer, och familjen violväxter. Inga underarter finns listade i Catalogue of Life.